# Азело (Нідерланди)
Азело (нід. Azelo, нід. вимова: [ˈaː.zəˌloː]) — селище в нідерландській провінції Оверейсел. Входить до муніципалітету Гоф-ван-Твенте. Його населення станом на 2023 рік складало 245 осіб.